# Національний парк Кабо-Оранж
Національний парк Кабо-Оранж ( порт. Parque Nacional do Cabo Orange   ) — національний парк, розташований у штаті Амапа на півночі Бразилії, поблизу кордону між Бразилією та Французькою Гвіаною.
Національний парк Кабо-Оранж має площу 6,573 км². Він охоплює частини муніципалітетів Кальсоне та Ояпоке. На південному заході парк примикає до Державного лісу Амапа площею 23, 694 км².
Парк важливий тим, що він розташований на узбережжі Бразилії. Це єдиний парк країни, який розташований у місці зустрічі амазонського лісу та океану. До парку можна дістатися на човні, звідки відкривається захоплюючий вид на узбережжя та джунглі. Національний парк Кабо-Оранж охоплює різноманітні екосистеми, такі як мангрові ліси, затоплювані ліси та амазонські ліси.
Величезне біорізноманіття робить його привабливим для відвідування і спостереження за тваринами, перш за все птахів.

## Охорона
Парк класифікується як охоронна територія II категорії МСОП (національний парк). Основною метою є збереження природних екосистем, що мають велике екологічне значення та мальовничу красу. Це дозволяє проводити наукові дослідження, розвивати освітню діяльність та відпочинок у контакті з природою. Це частина коридору біорізноманіття Amapá, створеного в 2003 році. Парк підтримується Програмою заповідних територій регіону Амазонки.
Охоронювані види в парку включають гігантського броненосця ( Priodontes maximus ), гігантського мурахоїда ( Myrmecophaga tridactyla ), ягуара ( Panthera onca ), онциллу ( Leopardus tigrinus ), чорнобородого сакі ( Chiropotes satanas ), зелену морську черепаху ( Chelonia mydas ), пилкорила звичайного ( Pristis pectinata ), західно-індійського ламантина ( Trichechus manatus ) і амазонського ламантина ( Trichechus inunguis ).